# Мстідраг
Мстідраг або Мечидраг (*д/н —995) — верховний князь ободритів у 986—995 роках.

## Життєпис
Походив з династії Наконідів. Син Накона, верховного князя ободритів. Після поразки батька у війні 955 року вимушений був разом з братом та іншими впливовими князями хреститися. Разом з тим таємно дотримувався поганських звичаїв.
Після смерті Накона між 965 та 967 роками його брат Мстівой II успадкував трон. У свою чергу Мстідраг допомагав останньому задля звільнення країни від німецької залежності та засилля священників. Втім про власну діяльність Мстідрага до 986 року невідомо.
У 986 році за невідомих обставин помер верховний князь Мстівой II. За малолітства свого небожа Мстислава, Мстідраг домігся верховної влади в Ободрицькому союзі. Продовжив політику попередника щодо союзу з Данією та сусідними племенами лютичів. У цей час ободрити повністю звільнилися від залежності з боку Священної Римської імперії, навіть стали переходити Лабу (Ельбу) й створювати поселення на власне імперській території.
Разом з тим на думку деяких дослідників Мстідраг вимушений був більшу частину панування приборкувати повсталі племена вагрів та полабів. Помер у 995 році. Владу успадкував небіж Мстислав.